# Jacquemontia staplesii
Jacquemontia staplesii är en vindeväxtart som beskrevs av Buril. Jacquemontia staplesii ingår i släktet Jacquemontia och familjen vindeväxter. Inga underarter finns listade i Catalogue of Life.